# 阿納皮亞區
阿納皮亞區（西班牙語：Distrito de Anapia），是秘魯的一個區，位於該國東南部普諾大區的永古約省，始建於1983年6月1日，面積9.54平方公里，海拔高度3,856米，2007年人口2,400，人口密度每平方公里250人。